# Ilauê Equiti
Ilauê Equiti (em inglês: Ilawe-Ekiti) é uma cidade do estado de Equiti, na Nigéria. Sua população é estimada em 208.248 habitantes.